# DJ The Cure Presents...Rap In Rap
DJ The Cure Presents...Rap In Rap es el primer álbum de DJ The Cure de 2007.

## Lista de canciones
1. Still E.A.Z.Y. - 3:29
2. Lucifer Is Dead - 3:48
3. Dirt Off You Shoulder(Jay-Z Mix) - 3:42
4. My Name Is...How To Rob - 2:09
5. California Love Is Theater - 3:49
6. The City Is Format - 3:08
7. Freestyle Wayne - 4:02
8. Robot Of Jay-Z - 4:35

- Datos: Q5797128